# العظاءة (كوكبة)
العظاءة (بالإنجليزية: Lacerta)‏ هي كوكبة من 88 معترف بها من قبل الاتحاد الفلكي الدولي. تتواجد 20 درجة شرق ذنب الدجاجة، تم ضمه إلى الأطلس الفلكي من قبل العالم الفلكي جونيس هيفيليوس سنة 1690.